# Foreste umide delle Molucche
Le Foreste umide delle Molucche sono una ecoregione globale che fa parte della lista Global 200 delle ecoregioni prioritarie per la conservazione definita dal WWF.. Appartiene al bioma Foreste pluviali di latifoglie tropicali e subtropicali della regione australasia. Interessa una parte delle Molucche nell'Indonesia.
Lo stato di conservazione della regione è considerato vulnerabile.
La regione è inserita fra gli hotspot di biodiversità con il nome Wallacea.

## Territorio
La regione si estende su un'area di circa 46.000 km² che occupa parte delle Molucche indonesiane.
Le isole che formano la regione sono:
Nella regione delle Molucche Settentrionali (Maluku Utara)
- Sulawesi;
- isole Talaud;
- Isole Sangihe;
- Isole Banggai;
- Isole Sula;
- Isole Togian
- le isole di Muna e Buton;
- isole Tukangbesi;
- isole Selayar.

Nella regione delle Molucche Meridionali (Maluku)
- Seram;
- Ambon;
- Isole Lease;
- Isole Gorom;
- Isole Watubela,

Queste isole erano conosciute nei secoli scorsi come Isole delle Spezie.  La maggior parte delle isole sono montuose, alcune con vulcani attivi e godono di un clima umido. Le cime più alte della regione sono i monti Dukono (1.259 m.), Ibu (1.377 m.) e Gamkonora (1.560 m.) di Halmahera e il monte Binaiya, in Seram, che raggiunge i 3.027 m slm. ed è il monte più alto delle Molucche.
Le isole hanno una vegetazione lussureggiante che comprende foreste pluviali, palme da sago, riso e le famose spezie, tra cui noce moscata, chiodi di garofano e macis.
Le maggiori isole dell regione, Halmahera e Seram, sono note per il loro elevato endemismo vegetale e animale.

### Stati
L'ecoregione interessa un solo paese della Asia sud-orientale:
- Indonesia.

### Ecoregioni
L'ecoregione è composta da 2 ecoregioni terrestri:
- AA0116 - Foreste pluviali di Halmahera;
- AA0118 - Foreste pluviali di Seram.

## Flora

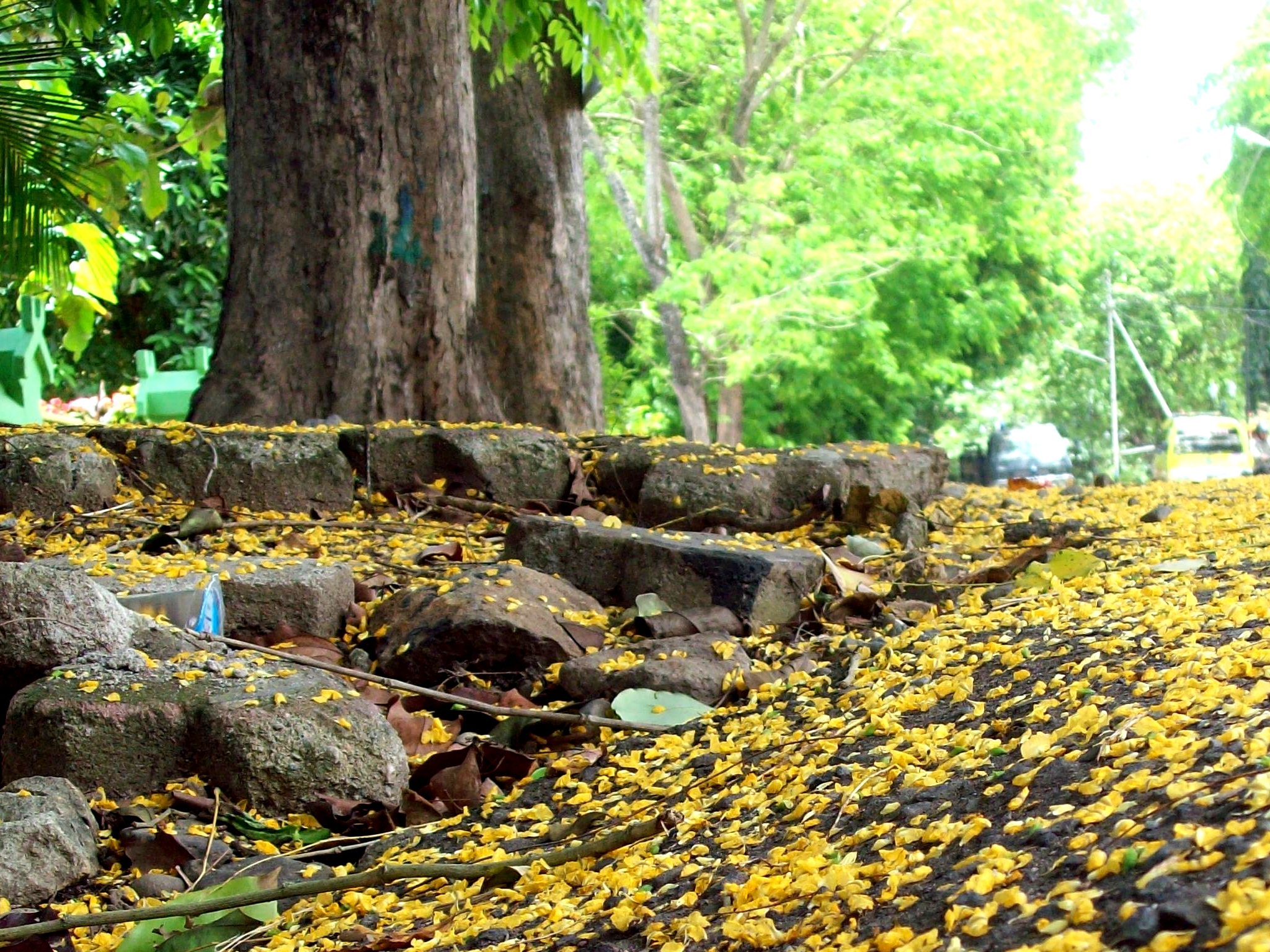
Pterocarpus indicus

Le foreste coprono circa l'80% del territorio delle Molucche. Inoltre data la loro posizione nella regione della Wallacea esse contengono una elevata biodiversita e un gran numero di endemismi.
La vegetazione naturale della regione è costituita da foreste pluviali tropicali sempreverdi, semi-sempreverdi e montane. Le specie dominanti sono i dipterocarpi: Anisoptera thurifera, Hopea gregaria, Hopea iriana, Hopea novoguineensis, Shorea assamica, Shorea montigena, Shorea selanica e Vatica rassak.
Altre specie della regione includono: specie di Agathis, Albizia falcata, Pterocarpus indicus e Octomeles sumatran.

## Fauna

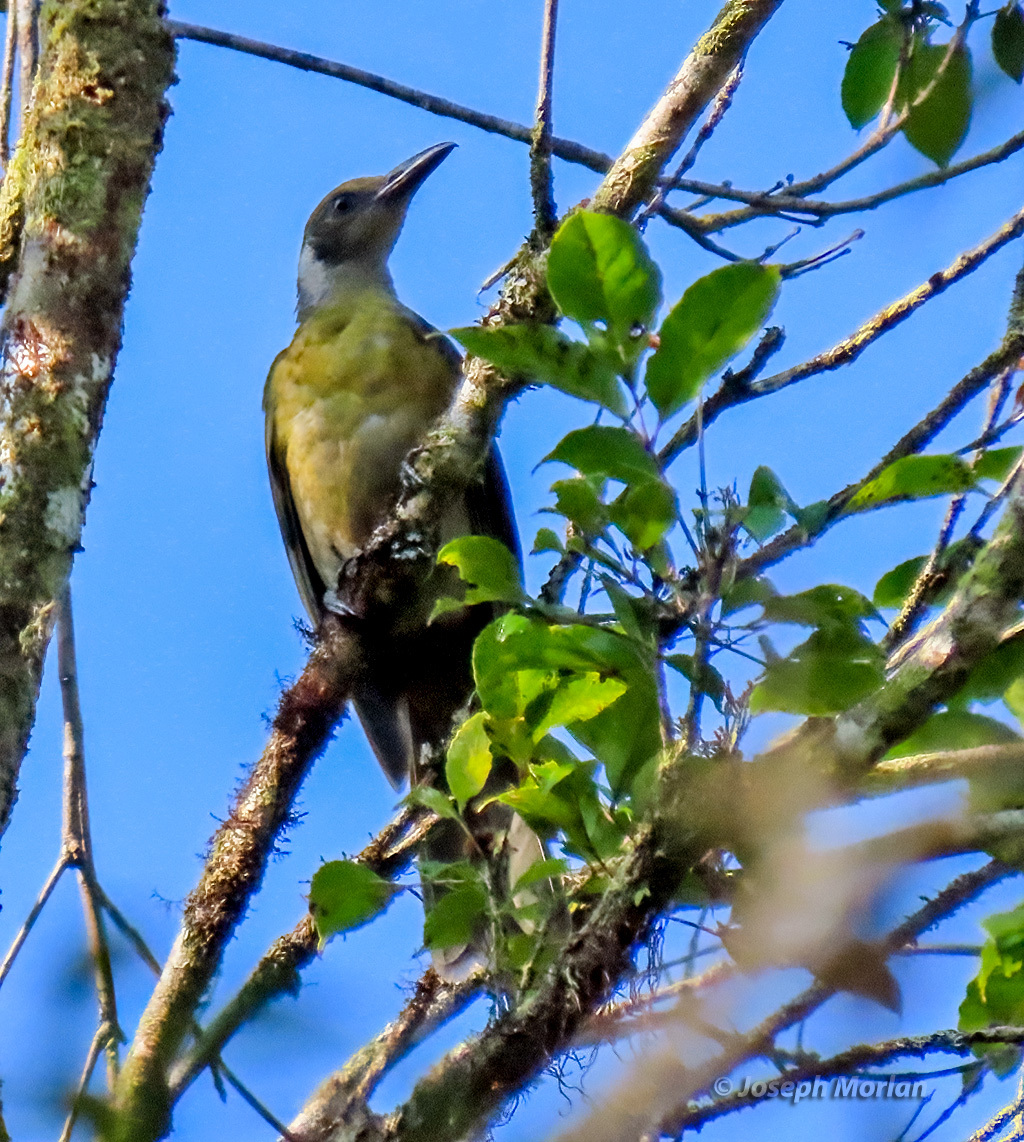
Oriolo di Seram

La zona biogeografica chiamata Wallacea, di cui fa parte questa regione, contiene una miscela di fauna asiatica e australiana, tra cui macachi, tarsidi (piccoli primati notturni), scoiattoli e cuschi (marsupiali simili agli opossum imparentati con i canguri). Queste foreste ospitano anche molte specie interessanti di cacatua e altri pappagalli.
Le specie di mammiferi endemiche di queste foreste includono la volpe volante delle Molucche (Pteropus chrysoproctus), il bandicoot di Ceram (Rhynchomeles prattorum), la Mansuela melomys (Melomys fraterculus) e il più grande mammifero nativo della regione, il cusco ornato (Phalanger ornatus).
La regione è molto importante per gli uccelli e ospita due Endemic Bird Area (EBA), quella di Seram e quella delle Molucche settentrionali. L'EBA di Seram ospita 14 specie endemiche, mentre quella delle Molucche settentrionali ne ospita 4.
Tra le specie di uccelli presenti qui ci sono il cacatua dal ciuffo salmone (Cacatua moluccensis), la beccaccia delle Molucche (Scolopax rochussenii), il beccafiori pettofiamma ( Dicaeum erythrothorax ), il martin pescatore bianco e blu (Todiramphus diops), l'oriolo di Seram (Oriolus forsteni), il megapodio delle Molucche (Megapodius wallacei) e il pigliamosche petto cannella (Ficedula buruensis).
Un'altra specie caratteristica della regione è l'ape gigante indonesiana Megachile pluto (Chalocodoma pluto), precedentemente chiamata Chalicodoma, è un'ape della resina molto grande (un'ape tagliafoglie che usa la resina per creare scomparti nel suo nido). La femmina è lunga circa 39 mm e ha un'apertura alare di 63 mm.

## Conservazione
La popolazione indonesiana ha conosciuto un notevole incremento che ha visto un raddoppio ogni 30 anni. L'aumento della popolazione ha portato ad un aumento esponenziale della domanda di risorse naturali. Le minacce all'ecoregione includono il disboscamento, l'estrazione di alberi di Agathis particolarmente ricercati per il loro legno, e la raccolta illegale di piante e animali. Il commercio locale di fauna selvatica, che prende di mira in particolare i pappagalli, rappresenta un altro rischio per la biodiversità di Seram. Ad Halmahera, le foreste orientali sono minacciate dalle piantagioni di cellulosa, in particolare utilizzando specie transmigranti locali.
Lo stato di conservazione della regione è considerato vulìnerabile.
Nella regione vi sono diverse aree protette fra cui due parchi nazionali terrestri e diverse riserve naturali e marine.